# Minga Guazú
Minga Guazú – miasto w Paragwaju, w departamencie Górna Parana.